# Mata de Cuéllar
Mata de Cuéllar – gmina w Hiszpanii, w prowincji Segowia, w Kastylii i León, o powierzchni 20,08 km². W 2011 roku gmina liczyła 291 mieszkańców.